# Битка за замак Моџи
Битка за замак Моџи (1557-1561) била је битка између клана Отомо и клана Мори за превласт на северу острва Кјушу. Замак Моџи, стратегијска  тврђаву на обали мореуза Шимоносеки, променио је власника за то време чак 5 пута. У бици за Моџи на страни клана Отомо борили су се и португалски трговачки бродови, један од само два примера европске оружане интервенције у Јапану тог времена.

## Позадина
Замак Моџи налазио се на најсевернијем рту острва Кјушу, на најужем делу мореуза Шимоносеки који раздваја Кјушу од Хоншуа, на стратешком положају који је контролисао поморски саобраћај између два острва, као Гибралтар Унутрашњег мора. Замак је подигао Оучи Јошинага (право име Отомо Харухиде), млађи брат Отомо Сорина, у то време најмоћнијег господара на северном Кјушуу, уз чију помоћ је Јошинага 1551. оборио Оучи Јошитаку, законитог господара клана Оучи, чији су поседи обухватали делове више провинција на западном Хоншуу и северном Кјушуу. Међутим, против Јошинаге устао је бивши вазал клана Оучи, Мори Мотонари, који је до 1557. уништио Јошитаку и заузео његове поседе на Хоншуу. Поседе на Кјушуу приграбио је клан Отомо, али су снаге клана Мори јуна 1558. уз помоћ снажне гусарске флоте из Унутрашњег мора прешле са Хоншуа и на препад заузеле Моџи, чиме су добиле мостобран на северном Кјушуу. Отомо Сорин скупио је све своје снаге и лично повратио замак у септембру 1559, али га је Кобајакава Такаге, син Мори Мотонарија, преотео поморским десантом уз помоћ своје морнарице исте године. Нову опсаду клана Отомо, која је уследила, осујетила је морнарица клана Мори која је искрцала трупе јужно од замка и пресекла линије снабдевања са провинцијом Бунго, главним упориштем клана Отомо. Тако поражен, Отомо Сорин одустао је од даљих напада све до 1561.

## Битка
У јесен 1561, нови напад на Моџи поверен је Отомо Јошихиру, млађем брату Отомо Сорина. Да би се неутралисала флота клана Мори, која је била њихова највећа предност, Отомо Сорин је замолио за помоћ капетане португалских бродова, који су у то време пристали у луци Фунај у Бунгоу ради трговине. Гостопримство и заштита коју је Отомо Сорин пружао португалским трговцима и хришћанским мисионарима од доласка Фрање Ксавијера у Бунго 1551. обезбедила му је подршку Португалаца и три велика брода запловила су на север у мореуз Шимоносеки и отворила ватру из топова на браниоце замка. Португалски бродови имали су носивост од 500-600 тона, са 300 чаланова посаде и 17-18 топова. У поређењу са њима, ратна морнарица клана Мори састојала се од малих галија типа кобаја са 30 чланова посаде и средњих типа секибуне са посадом од 70 људи. Јапански бродови нису имали топове, а посаде су биле наоружане хладним оружјем и малим бројем аркебуза, које су биле немоћне да пробију бокове брода, а португалски бродови били су превелики за заузимање абордажом. Пошто је морнарица клана Мори била немоћна да их заустави, португалски бродови бомбардовали су замак са мора. Била је то прва употрба топова на јапанском тлу, и дрвене палисаде замка лако су пробијене топовским ђуладима, која су изазвала велике губитке. Срећом по браниоце, португалски бродови били су наоружани само за самоодбрану, и имали су малу залиху муниције која се брзо истрошила, после чега су напустили опсаду и вратили се у Фунај.
За то време, трупе клана Отомо неометано су опколиле замак са свих страна, док је главнина снага клана Мори немоћно посматрала са обале Хоншуа. Међутим, чим су португалски бродови отишли, Кобајакава Такаге извршио је десант под заштитом морнарице коју је предводио Мураками Такејоши и пробио се у замак. У одговор, клан Отомо предузео је општи напад на замак 10. октобра 1561, али је Кобајакава Такаге успешно одбио све нападе, а флота клана Мори под командом Мори Такамотоа и Ура Мунекацуа извршила је десант јужно од замка и напала опсађиваче са бока.
Ово је одлучило битку - Ура Мунекацу у двобоју је убио једног од  генерала клана Отомо, после чега је Отомо Сорин наредио опште повлачење.

## Последице
Замак Моџи остао је у поседу клана Мори, а доминација клана Отомо на северу острва Кјушу задобила је озбиљан ударац.